# 姚子
姚子（？—？），子姓，中国春秋時期郑国国君郑穆公的少妃。
郑穆公少妃姚子生下子貉和夏姬，子貉(即鄭靈公)早死，没有后代，而上天把美丽集中在夏姬身上。夏姬嫁给了陈国御叔，生下夏征舒，楚庄王杀死夏征舒。子反想娶夏姬。巫臣阻止他说“夏姬不祥，夭子蛮，杀御叔，弑灵侯，戮夏南，出孔、仪，丧陈国”。夏姬最后被楚庄王许配给了连尹襄老。连尹襄老死后，前589年，巫臣携夏姬逃到晋国，叔向娶巫臣携夏姬的女儿，生下杨食我。